# Niko Kari
Niko Kari (Hyvinkää, 1999. október 6.–) finn autóversenyző.

## Pályafutása

### Gokart
Kari 2009-ben kezdett el gokartozni, az első versenyén pedig 2010-ben vett részt. Számos nemzetközi és finn versenyen indult 2010 és 2013 között. 2014-ben a KF európai kupában az 5. helyezést érte el.

### Formulaautózás
2015-ben kezdete meg együléses autókkal a pályafutását, először az orosz tulajdonban álló SMP Formula–4-es bajnoksághoz csatlakozott, ahol 7 futamgyőzelmet szerzett és 449 ponttal megnyerte a sorozatot, és 350 ezer eurós pénzjutalomban részesült.
2016-ban a Formula–3 Európa-bajnokságba írt alá a német Motopark gárdájához. Imolában nem sokkal verseny vége előtt megelőzte a bajnoki éllovas Lance Strollt, amivel első és egyetlen futamgyőzelmét ünnepelhette a szériában.
2016 augusztusában bejelentették, hogy lehetőséget kap a GP3-ban a Koiranen GP színeiben Ralph Boschung helyén, Spa-Francorchampsban.
2016 novemberében a Red Bull Junior Team vezetője, Helmut Marko megerősítette, hogy 2017-ben a fiatal finn pilóta teljes szezont fog futni és januárban be is jelentették, hogy az Arden International lesz a csapata. Végül 63 ponttal zárt az összesített tabellán, amely a 10. helyre volt elég. Az idény végén menesztették a Red Bull kötelékéből.
2018-ban a holland MP Motorsport szerződtette. 14 futam után az FIA Formula–2 bajnokságba került, ugyanehhez a csapathoz és a szezon hátralévő részét itt fejezte be. Az utolsó 2 forduló 4 versenyéből háromszor is kiesett és csak egyszer ért célba, az Abu-dzabiba főversenyen, ahol a 15. lett. A GP3 összesítésében pedig végül csak a 17. lett 6 egységgel.
2019-re nem kapott teljes éves Formula–2-es szerződést, ezért a GP3 és a Formula–3 Európa-bajnokság egyesülésével létrejött sorozat, az FIA Formula–3 bajnokságba igazolt a Trident-hez. Ugyan az évben kétszer is felállhatott a dobogóra, azonban pontszerző pozícióban ezeken kívül csak három alkalommal végzett és végül csak a 12. lett 36 ponttal.
2020. február 5-én a Charouz Racing System bejelentette Kari, Igor Fraga és David Schumacher szerződtetését. A koronavírus-járvány miatt csak júliusban rajtoló szezon előtt nem sokkal bejelentették, hogy Kari helyett a fiatal 16 éves cseh pilóta, Roman Staněk fog indulni az évadban.
Két év kihagyás után a Jenzer Motorsport szerződtette a 2022-es kiírás nyitányára, amelyet Bahreinben bonyolítottak le.

### Formula–1
2015 decemberében a Motopark-os csapattársával, Sérgio Sette Câmarával együtt a Red Bull Junior Team tagjává vált és így a Scuderia Toro Rosso fejlesztőpilótája lett. 2016 novemberében az osztrák cég meghosszabbította szerződését, majd a következő év augusztusában gyenge teljesítménye miatt elbocsájtották a programból.

### Sportautózás
2020. július 15-én bejelentették, hogy az LMP3-as Eurointernational versenyzőjeként részt vesz az európai Le Mans-széria versenyein. A szezon során 2 alkalommal állhatott fel a dobogóra; Spában a harmadik, míg Monzában a második pozícióban fejezte be a versenyt. 55 pontot gyűjtve a 4. pozícióban értékelték az év végén.

## Eredményei

### Karrier összefoglaló
| Szezon | Bajnokság                           | Csapat              | Verseny | Győzelem | Pole | Leggyorsabb kör | Dobogós helyezés | Pont | Helyezés |
| ------ | ----------------------------------- | ------------------- | ------- | -------- | ---- | --------------- | ---------------- | ---- | -------- |
| 2015   | SMP Formula–4-es bajnokság          | Koiranen GP         | 21      | 7        | 4    | 9               | 19               | 449  | 1.       |
| 2016   | Formula–3 Európa-bajnokság          | Motopark            | 30      | 1        | 0    | 0               | 5                | 129  | 10.      |
| 2016   | Masters of Formula–3                | Motopark            | 1       | 0        | 0    | 0               | 1                | —    | 2.       |
| 2016   | GP3                                 | Koiranen GP         | 2       | 0        | 0    | 0               | 0                | 0    | 26.      |
| 2017   | GP3                                 | Arden International | 15      | 1        | 0    | 1               | 2                | 63   | 10.      |
| 2018   | GP3                                 | MP Motorsport       | 14      | 0        | 0    | 0               | 0                | 6    | 17.      |
| 2018   | Formula–2                           | MP Motorsport       | 4       | 0        | 0    | 0               | 0                | 0    | 24.      |
| 2019   | Formula–3                           | Trident             | 16      | 0        | 0    | 0               | 2                | 36   | 12.      |
| 2019   | Formula Regionális Európa-bajnokság | KIC Motorsport      | 3       | 0        | 0    | 0               | 3                | 26   | 15.      |
| 2020   | európai Le Mans-széria              | Eurointernational   | 5       | 0        | 0    | 1               | 2                | 55   | 4.       |
| 2022   | Formula–3                           | Jenzer Motorsport   | 2       | 0        | 0    | 0               | 0                | 0    | —        |

### Teljes Formula–3 Európa-bajnokság eredménysorozata
(Táblázat értelmezése)

(Félkövér: pole-pozícióból indult; dőlt: leggyorsabb kört futott) 

| Év   | Csapat    | 1       | 2        | 3        | 4       | 5        | 6       | 7        | 8        | 9       | 10       | 11      | 12      | 13      | 14       | 15       | 16      | 17       | 18       | 19       | 20       | 21      | 22      | 23       | 24    | 25    | 26      | 27       | 28       | 29       | 30       | Helyezés | Pont |
| ---- | --------- | ------- | -------- | -------- | ------- | -------- | ------- | -------- | -------- | ------- | -------- | ------- | ------- | ------- | -------- | -------- | ------- | -------- | -------- | -------- | -------- | ------- | ------- | -------- | ----- | ----- | ------- | -------- | -------- | -------- | -------- | -------- | ---- |
| 2016 | Motorpark | LEC 1 8 | LEC 2 16 | LEC 3 15 | HUN 1 2 | HUN 2 Ki | HUN 3 8 | PAU 1 19 | PAU 2 11 | PAU 3 8 | RBR 1 20 | RBR 2 3 | RBR 3 8 | NOR 1 2 | NOR 2 12 | NOR 3 Ki | ZAN 1 6 | ZAN 2 11 | ZAN 3 11 | SPA 1 11 | SPA 2 10 | SPA 3 7 | NÜR 1 8 | NÜR 2 10 | NÜR 3 | IMO 1 | IMO 2 9 | IMO 3 Ki | HOC 1 14 | HOC 2 12 | HOC 3 13 | 10.      | 129  |

### Teljes GP3-as eredménylistája
(Táblázat értelmezése)

(Félkövér: pole-pozícióból indult; dőlt: leggyorsabb kört futott) 

| Év   | Csapat              | 1          | 2          | 3           | 4          | 5          | 6         | 7          | 8          | 9          | 10         | 11          | 12         | 13         | 14         | 15        | 16         | 17      | 18      | Helyezés | Pont |
| ---- | ------------------- | ---------- | ---------- | ----------- | ---------- | ---------- | --------- | ---------- | ---------- | ---------- | ---------- | ----------- | ---------- | ---------- | ---------- | --------- | ---------- | ------- | ------- | -------- | ---- |
| 2016 | Koiranen GP         | ESP FEA    | ESP SPR    | AUT FEA     | AUT SPR    | GBR FEA    | GBR SPR   | HUN FEA    | HUN SPR    | GER FEA    | GER SPR    | BEL FEA Ki  | BEL SPR 14 | ITA FEA    | ITA SPR    | MAL FEA   | MAL SPR    | UAE FEA | UAE SPR | 26.      | 0    |
| 2017 | Arden International | ESP FEA 15 | ESP SPR 14 | AUT FEA Ki  | AUT SPR 18 | GBR FEA 5  | GBR SPR 3 | HUN FEA 9  | HUN SPR 6  | BEL FEA 9  | BEL SPR 9  | ITA FEA 15† | ITA SPR T  | JER FEA 6  | JER SPR 19 | UAE FEA 1 | UAE SPR 13 |         |         | 10.      | 63   |
| 2018 | MP Motorsport       | ESP FEA Ki | ESP SPR 6  | FRA FEA Kiz | FRA SPR Ki | AUT FEA 11 | AUT SPR 8 | GBR FEA 11 | GBR SPR Ki | HUN FEA Ki | HUN SPR Ki | BEL FEA 14  | BEL SPR 12 | ITA FEA 10 | ITA SPR 10 | RUS FEA   | RUS SPR    | UAE FEA | UAE SPR | 17.      | 6    |

† A versenyt nem fejezte be, de helyezését értékelték, mert a versenytáv több, mint 90%-át teljesítette.

### Teljes FIA Formula–2-es eredménysorozata
(Táblázat értelmezése)

(Félkövér: pole-pozícióból indult; dőlt: leggyorsabb kört futott) 

| Év   | Csapat        | 1       | 2       | 3       | 4       | 5       | 6       | 7       | 8       | 9       | 10      | 11      | 12      | 13      | 14      | 15      | 16      | 17      | 18      | 19      | 20      | 21         | 22         | 23         | 24         | Helyezés | Pont |
| ---- | ------------- | ------- | ------- | ------- | ------- | ------- | ------- | ------- | ------- | ------- | ------- | ------- | ------- | ------- | ------- | ------- | ------- | ------- | ------- | ------- | ------- | ---------- | ---------- | ---------- | ---------- | -------- | ---- |
| 2018 | MP Motorsport | BHR FEA | BHR SPR | AZE FEA | AZE SPR | ESP FEA | ESP SPR | MON FEA | MON SPR | FRA FEA | FRA SPR | AUT FEA | AUT SPR | GBR FEA | GBR SPR | HUN FEA | HUN SPR | BEL FEA | BEL SPR | ITA FEA | ITA SPR | RUS FEA Ki | RUS SPR Ki | UAE FEA 15 | UAE SPR Ki | 24.      | 0    |

### Teljes FIA Formula–3-as eredménysorozata
(Táblázat értelmezése)

(Félkövér: pole-pozícióból indult; dőlt: leggyorsabb kört futott) 

| Év   | Csapat            | 1          | 2          | 3          | 4           | 5          | 6         | 7          | 8          | 9          | 10         | 11         | 12         | 13         | 14         | 15        | 16        | 17      | 18      | Helyezés | Pont |
| ---- | ----------------- | ---------- | ---------- | ---------- | ----------- | ---------- | --------- | ---------- | ---------- | ---------- | ---------- | ---------- | ---------- | ---------- | ---------- | --------- | --------- | ------- | ------- | -------- | ---- |
| 2019 | Trident           | ESP FEA 8  | ESP SPR 3  | FRA FEA 18 | FRA SPR 24† | AUT FEA 11 | AUT SPR 8 | GBR FEA 18 | GBR SPR 19 | HUN FEA 14 | HUN SPR 12 | BEL FEA 19 | BEL SPR Ki | ITA FEA Ki | ITA SPR 15 | RUS FEA 3 | RUS SPR 5 |         |         | 12.      | 36   |
| 2022 | Jenzer Motorsport | BHR SPR 26 | BHR FEA 14 | IMO SPR    | IMO FEA     | ESP SPR    | ESP FEA   | GBR SPR    | GBR FEA    | AUT SPR    | AUT FEA    | HUN SPR    | HUN FEA    | BEL SPR    | BEL FEA    | NED SPR   | NED FEA   | ITA SPR | ITA FEA | 30.      | 0    |

† A versenyt nem fejezte be, de helyezését értékelték, mert a versenytáv több, mint 90%-át teljesítette.

### Teljes Európai Le Mans-széria eredménylistája
(Táblázat értelmezése)

(Félkövér: pole-pozícióból indult; dőlt: leggyorsabb kört futott) 

| Év   | Csapat            | Osztály | Kasztni        | Motor                 | 1     | 2     | 3     | 4     | 5     | Helyezés | Pont |
| ---- | ----------------- | ------- | -------------- | --------------------- | ----- | ----- | ----- | ----- | ----- | -------- | ---- |
| 2020 | Eurointernational | LMP3    | Ligier JS P320 | Nissan VK56DE 5.6L V8 | LEC 6 | SPA 3 | LEC 7 | MNZ 2 | ALG 6 | 4.       | 55   |